# Сражение при Фредерисии (1849)
Сражение при Фредерисии (датск. Slaget ved Fredericia) произошло 6 июля 1849 года во время Датско-немецкой войны у укрепленного города Фредерисия на юго-востоке Ютландии, осажденного шлезвиг-гольштейнскими войсками. 

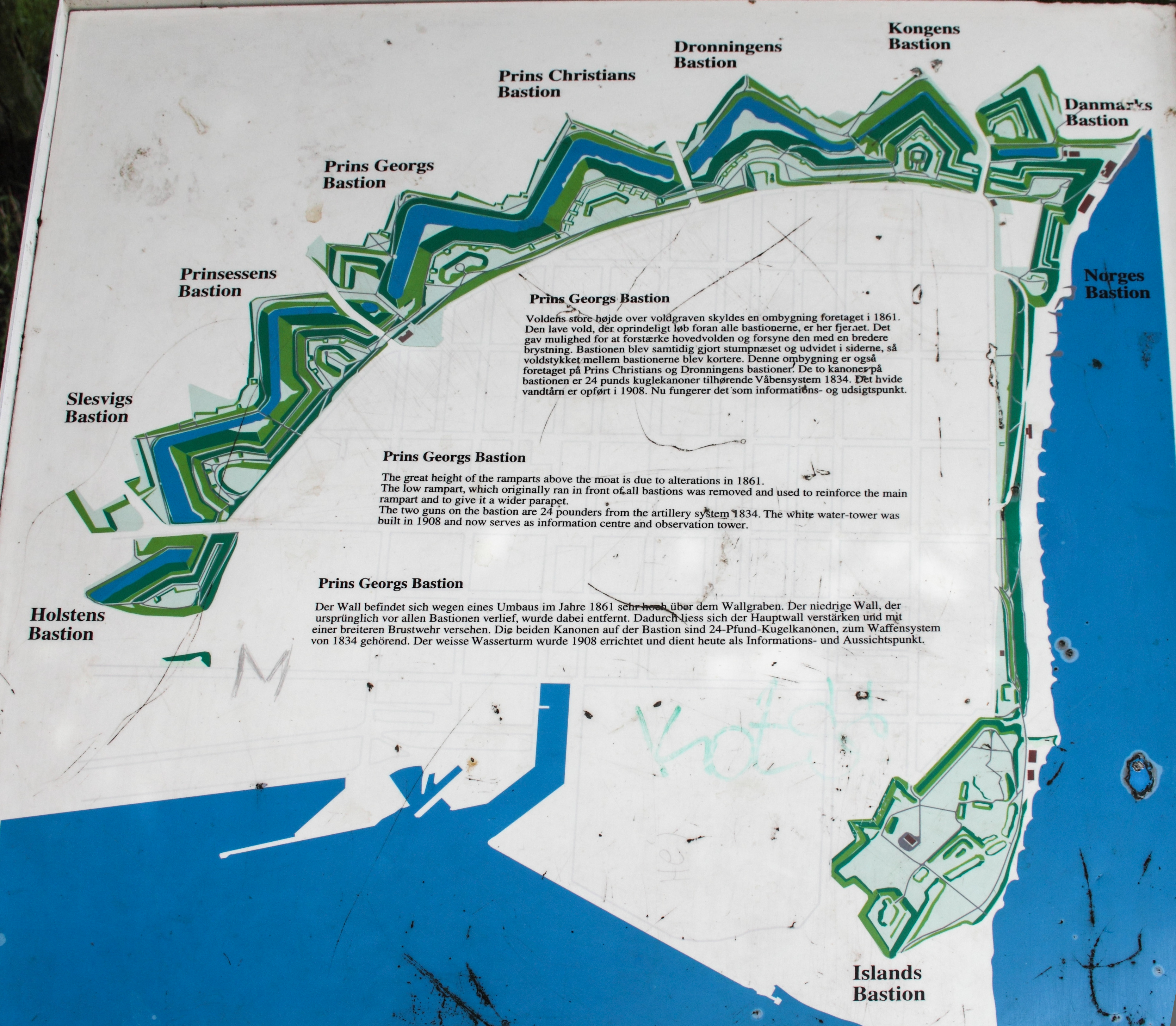
Оборонительные сооружения Фредерисии.

В 1849 году датская южная Ютландия была захвачена немецкими и шлезвиг-гольштейнскими войсками, и находившиеся там датские войска отошли в северную Ютландию. Когда они отступили, датчане оставили 7000 человек под командой полковника Лундинга в гарнизоне своего укрепленного города Фредерисия вместе с резервом на острове Фюн. Притвиц, прусский полководец, приказал армии осадить город. 9 мая к осаде приступили войска Шлезвиг-Гольштейна под командованием генерала Эдуарда фон Бонина.
Шлезвиг-гольштейнцы построили 4 редута, которые должны были обстреливать город и прикрывать его от датских вылазок. Пытаясь помешать строительству третьего редута, 13 мая гарнизон предпринял вылазку, но к 15 мая третий редут был завершен. С 16 по 20 мая Фредерисия подвергалась артиллерийскому обстрелу. Большая часть населения была переселена в Фюн, а четыре наиболее плотно застроенных района города сгорели. Судя по тому, что пожары датчанам удалось потушить быстро, фон Бонин полагал, что ущерб незначителен.
Шлезвиг-гольштейнцы не полностью отрезали город, и гарнизон пополнялся частями, базировавшимися на Фюне. Фон Бонин решил перекрыть доступ между двумя датскими районами. Он приказал построить еще два редута, один из которых был недалеко от берега между Фюном и Фредерисией. 30 мая датские войска предприняли еще одну вылазку, повредив то, что было построено до сих пор, и взорвав 9 пушек. Шлезвиг-гольштейнцы не смогли полностью отрезать город, но угроза того, что это все еще может произойти, побудила Лундинга призвать свое командование к скорейшим действиям. Вместе с новым главнокомандующим армией Фредериком фон Бюловом Лундинг спланировал атаку, чтобы прорвать осаду. На момент атаки 19 000 датских солдат были наготове на улицах Фредерисии. 
Шлезвиг-гольштейнцы ожидали нападения 5 июля, и их армия весь этот день ждала на земляных валах. Когда в час ночи 6 июля датские войска развернулись для атаки, шлезвиг-гольштейнцы спали в своих лагерях. Датские солдаты продвигались в густом тумане под шум ветра по соломе, уложенной на улицах, поэтому, когда они пересекали Фредерисию, их развертывание не было обнаружено.
Атака была сосредоточена против редутов № 3 и 4. Редут № 4 был взят без особых проблем, но на 3-м редуте штурм был отбит. В то же время генерал Рёй направил два батальона вокруг редута № 5, чтобы помешать немцам усилить позицию. Затем три оставшихся батальона бригады штурмовали редут. Немецкие солдаты оказали упорное сопротивление, и бои у 5-го редута зашли в тупик. Олаф Рёй лично возглавил атаку и был смертельно ранен. Позицию все же удалось захватить после прибытия значительного подкрепления.
Однако немецкая контратака вынудила части датской армии отступить. Чтобы развить успех, фон Бонин отправил вперед свои последние резервы. Наступление было встречено датской контратакой бригады Шлеппегрелля, которая, однако, была отбита. Несмотря на это,фон Бонин решил отступить к Штутрупу. При отступлении датчане захватили оставшиеся немецкие редуты. Немецкое правое крыло пыталось прикрыть отход других войск, но было обращено в бегство. В девять часов утра бой закончился.
Датская армия потеряла 512 человек убитыми, 1344 ранеными и 36 пленными. Потери немцев составили 203 убитых, 1134 раненых и 1668 пленных. В результате битвы было заключено второе перемирие, по которому Германский союз вышел из конфликта. Война против Шлезвиг-Гольштейна продлится еще два года.